# Mémorandum du groupe Kronstadt
Le mémorandum du groupe Kronstadt est un document de 82 pages rédigé et publié en 1954 par le groupe anarchiste Kronstadt membre de la Fédération anarchiste, de l'Organisation Pensée Bataille (OPB) puis de la Fédération communiste libertaire (FCL) dont il est partie ou a été exclu.
À la suite de cette exclusion, le groupe Kronstadt dénonce dans ce mémorandum les pratiques et les orientations qu'il juge anti-anarchistes de l'OPB et de la FCL. Il y dénonce des méthodes relevant de l'entrisme et du noyautage,. Et les accuses d'avoir des pratiques autoritaires, léninistes, avant-gardistes et trotskistes.
En 2000, Georges Fontenis réplique dans ses mémoires Changer le monde : « le Mémorandum aborde la question de l'OPB « parti clandestin » dont on oublie de dire la part capitale qu'ont prise trois militants de Kronstadt à sa création. Si on ajoute à ces militants, Serge Ninn, Blanchard et Emery, Giliana Berneri qui fut « au parfum » dès le départ, on peut dire que le groupe Kronstadt a représenté une importante partie de l'équipe de départ. Ma correspondance avec ces membres du groupe Kronstadt montre surabondamment la part essentielle prise par ces militants dans la prise en mains de la FA par l'OPB »
Il y déclare d'ailleurs que l'OPB n'eut finalement pas une si grande influence sur la victoire de l'orientation communiste libertaire : « Même sans l'appareil de l'OPB, la tendance communiste libertaire devait l'emporter, à Bordeaux en 1952, à Paris en 1953, renvoyant au sous-sol du bazar fin de siècle la phraséologie des « girondins ». Il est évident en tout cas que l'OPB ne fut rien d'autre qu'une sorte d'état-major restreint de par la volonté même des militants du courant en question, tous ne s'estimant pas aptes, nous le répétons, à consentir tous les efforts et la discipline de travail que suppose l'appartenance stricte à l'OPB ». Ainsi il rajoute comme une réponse au groupe Kronstadt que « La révélation de l'existence de l'OPB, en 1954, ne sera qu'un fait divers dont se saisiront les partisans de l'immobilisme [...] pour cibler leurs attaques ». En effet, lors du congrès de Bordeaux en 1951 puis de Paris en 1953, les positions défendues par l’OPB sont toujours approuvées par la majorité de la FA, sans aucun trucage.